# Rupia seychellesa
La rupia de les Seychelles (en anglès Seychelles rupee, en francès roupie seychelloise, en crioll de les Seychelles roupi seselwa) és la unitat monetària de l'estat insular africà de les illes Seychelles. El codi ISO 4217 és SCR i s'acostuma a abreujar SR. Se subdivideix en 100 cèntims (cents / centimes / santim).
Es va adoptar el 1914 en substitució de la rupia de Maurici en termes paritaris (1=1), moneda que s'utilitzava a les illes des del 1877.
Emesa pel Banc Central de les Seychelles (Central Bank of Seychelles / Banque Centrale des Seychelles / Labank Santral Sesel), en circulen monedes d'1, 5, 10 i 25 cèntims i d'1 i 5 rupies, i bitllets de 10, 25, 50, 100 i 500 rupies.

## Taxes de canvi
- 1 EUR = 6,85231 SCR (16 de juny del 2006)
- 1 USD = 5,42820 SCR (16 de juny del 2006)